# Santiago Lopo
Santiago Lopo (Vigo; 2 de marzo de 1974) es un escritor, profesor y traductor gallego.

## Trayectoria
Se inició profesionalmente traduciendo guiones cinematográficos en inglés para televisión. Actualmente es profesor de francés en la Escuela Oficial de Idiomas de Pontevedra. Desde el 2000 colabora con la revista Unión Libre, donde publicó diversos artículos y traducciones.

## Obra en gallego

### Novela
- Game over, 2007, Biblos Clube de Lectores.
- Peaxes, 2009, Xerais.[3]
- Hora zulú, 2012, Editorial Galaxia.
- A Diagonal dos Tolos, 2014, Editorial Galaxia.
- A arte de trobar, 2017, Xerais.
- A carteira, 2021, Xerais.[4]

### Relato corto
- Sorrí, Nené, sorrí!, 2014, en Grial: revista galega de cultura, n.º 202.
- A voz das nereidas, 2016, Editorial Elvira.
- Siméon de la Manche, 2018, en Contra o vento. 30 anos do Premio Manuel García Barros, Editorial Galaxia.
- Nómades, 2021, en O libro da música, Editorial Galaxia.
- A pantasma da insua, 2023, Editorial Elvira.  [5] [6] [7]

### Traducciones
- O meu criado e mais eu. Citomegalovirus, de Hervé Guibert, con Xavier Queipo, 1998, Xerais.

## Obra traducida al español

### Novela
- Hora zulú, 2015, Mar Maior.

## Obra traducida al inglés

### Novela
- The Postwoman, 2024, Small Stations Press.

## Premios
- VI Premio de Novela por Entregas de La Voz de Galicia en 2006, por Game over.[8]
- XXIV Premio García Barros en 2012, por Hora zulú.[9][10]
- VIII Premio Narrativa Breve Repsol en 2014, por A Diagonal dos Tolos.[11][12]
- Premio Xerais 2017, por A arte de trobar.[13][14]
- XXXVII Premio Antón Losada Diéguez en 2022, por A carteira.[15]